# Matthew Festing
Fra Matthew Festing SMOM (30. listopadu 1949, Northumberland – 12. listopadu 2021, Malta) byl anglický profesní rytíř Maltézského řádu, který byl v letech 2008–2017 79. velmistrem Řádu. Na svou funkci rezignoval po neshodách se Svatým stolcem na žádost papeže Františka na počátku roku 2017.